# الدوري الجنوبي لكرة القدم 1964–65
الدوري الجنوبي لكرة القدم 1964–65 (بالإنجليزية: 1964–65 Southern Football League)‏ هو موسم من الدوري الجنوبي الممتاز. فاز فيه نادي ويموث.